# Казаково (Могилёвская область)
Казако́во (бел. Казакова) — деревня в составе Вишневского сельсовета Бобруйского района Могилёвской области Белоруссии.
До 6 июня 2006 года написание названия деревни было Козаково.

## Население
- 1999 год — 35 человек
- 2010 год — 49 человек